# Schwarz-Weiß Köln
Der Kölner Klub für Hockey- und Tennissport Schwarz-Weiß 1920 ist ein eingetragener anerkannt gemeinnütziger Sportverein für die Sparten Tennis, Hockey und Lacrosse aus dem Kölner Stadtteil Niehl. Hervorgegangen ist der Club aus dem Cölner Hockey Club 1906, der 1913 mit dem 1910 entstandenen Rheinische Hockey Club fusionierte. Nach Meinungsverschiedenheiten teilte sich der Club 1920 in zwei Vereine auf. Eine Gruppe gründete den Rot-Weiß Klub, der sich später mit dem Stadion Club Grün-Weiß zum Kölner Tennis- und Hockey Club Stadion Rot-Weiss zusammenschloss. Die andere Gruppe gründete am 20. September 1920 den Schwarz-Weiß Klub. Erst 1926 kam es zu einem ersten Aufeinandertreffen der Hockeymannschaften beider Vereine.
Durch den Bau der Mülheimer Brücke musste die an der Riehler Straße errichtete Klubanlage aufgegeben werden. Als Entschädigung wurde von der Stadt Köln das heutige Gelände am Kuhweg zur Verfügung gestellt zum Bau von acht Tennis- und drei Hockeyplätzen, die 1931 eingeweiht wurden. 1936 kam es zur Fusion mit dem Mülheimer HTC. Ein Bombenteppich, welcher der Mülheimer Brücke gelten sollte, traf 1944 das Klubhaus und die Sportplätze mit mehr als 50 schweren Bombeneinschlägen. In den Jahren 1947 bis 1947 wurde die Klubanlage in Selbsthilfe wiederaufgebaut. Heute verfügt die Anlage über 20 Tennisplätze, eine 1976 fertiggestellte 2-Feld-Tennishalle, den 1991 erst spät fertiggestellten Kunstrasenplatz und einen Naturrasenplatz für Hockey und Lacrosse und eine Hockeyhalle.

## Hockey
| Europapokalbilanz Herren Feld |                    |        |       |        |
| Jahr                          | Wettbewerb         | Niveau | Platz | Ort    |
| 1977                          | Club Champions Cup | 1      | 4     | London |

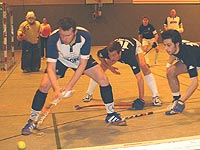
Spielszene 2. Bundesliga 2006 Eintracht Dortmund-SW Köln

Von den 1960er bis 1980er Jahren gehörte die Herrenmannschaft der deutschen Spitzengruppe an. In dieser Zeit erreichte das Team sieben Mal das Endspiel um die deutsche Meisterschaft, konnte aber nur 1976 einmal den Feldtitel erringen und sich so 1977 einmalig für den EuroHockey Club Champions Cup in London qualifizieren, wo Schwarz-Weiß den 4. Platz erreichte. Der Verein war 1970 Gründungsmitglied der Feldhockey-Bundesliga, der er bis zum ersten Abstieg 1992 ununterbrochen angehörte. Im Hallenhockey verpasste Schwarz-Weiß 1972 die Qualifikation zur neugeschaffenen Hallenhockey-Bundesliga, war aber dann von 1973 bis zum Abstieg 1997 darin ununterbrochen vertreten. 2000 und 2002 gelang noch zweimal der Wiederaufstieg mit kurzzeitigen Gastspielen in der Bundesliga. Nach dem Abstieg bis in die Regionalliga konnte im Januar 2015 schließlich wieder der Aufstieg in die 1. Bundesliga bewerkstelligt werden, so dass es auch in der kommenden Hallensaison wieder zum Derby mit dem alten Rivalen Rot-Weiss Köln kommt, in dem bei bisher 54 Aufeinandertreffen in der 1. und 2. Bundesliga Schwarz-Weiß 13 Mal siegte und sechs Mal Remis spielte. Auf dem Feld war 2007 der Absturz in die Regionalliga West für das Team der Trainerin Michaela Scheibe, die anschließend zum CHTC Krefeld wechselte, nach dem letzten Platz in der 2.-Bundesliga-Nord Realität geworden. Mit dem Hockey-Coach Robert Willig gelang dem Verein im Juni 2009 der Wiederaufstieg in die 2. Bundesliga.

Michael Krause

Der Verein brachte über die Jahre eine Reihe von Nationalspielern hervor, unter anderen Michael Krause, der 1972 mit der deutschen Nationalmannschaft bei den Olympischen Spielen in München die Goldmedaille gewann, dabei im Endspiel gegen Pakistan den Siegtreffer zum 1:0-Endstand beitrug. Von 1993 bis 1999 bekleidete Krause das Amt des Präsidenten des Deutschen Hockey-Bundes, dessen Ehrenpräsident er heute noch ist. Mit dem Gewinn der Silbermedaille 1984 bei den Olympischen Spielen in Los Angeles konnte mit Joachim Hürther ein weiterer Schwarz-Weißer olympisches Edelmetall erringen. Ein aktueller Nationalspieler ist Jan Marco Montag. Jan Marco Montag spielte in seiner Jugend bei Schwarz-Weiß Köln und wechselte 2003 zum Gladbacher HTC. Er wurde bei der Weltmeisterschaft der Herren in Mönchengladbach 2006 Hockey-Weltmeister.
Auch zahlreiche Trainer starteten ihre Karriere im KKHT Schwarz-Weiß oder arbeiteten für den Club. Besonders zu nennen sind hier Heino Knuf, der langjährige Bundestrainer der Juniorinnen, sowie Peter Lemmen, langjähriger Damen-Bundestrainer. Derzeit werden die 1. Herren vom Trainer-Duo Torsten Bartel und Alexander Feustel, die 1. Damen vom Trainerduo Maren Boyè und Daniel Mayr trainiert.
Die Damenmannschaft stieg 2001 und 2004 in die Hallenhockey-Bundesliga auf, musste die Liga aber 2007 wieder verlassen. Ebenso blieb der Aufstieg 2006 in die 2.-Bundesliga-Feld ein einjähriges Gastspiel.
Endspiele um die deutsche Hockeymeisterschaft der Herren mit Beteiligung von SW Köln
- Feld 1968 in Rüsselsheim: Rüsselsheimer RK – SW Köln 4:1
- Feld 1969 in Köln: SW Köln – SC Frankfurt 1880 1:2
- Feld 1976 in Köln: SW Köln – HTC Stuttgarter Kickers 3:1
- Halle 1977 in Rüsselsheim: TG Frankenthal – SW Köln 11:8
- Feld 1980 in Frankenthal: TG Frankenthal – SW Köln 4:3 n. V.
- Halle 1982 in Hannover: TG Frankenthal – SW Köln 13:8
- Feld 1983 in Köln: SW Köln – TG Frankenthal 0:2

## Tennis
An die früheren Erfolge der Hockeyspieler konnten die Tennisspieler des KKHT Schwarz-Weiß nie anknüpfen. Nur einmal in der Vereinsgeschichte stiegen sie bis in die Regionalliga auf, um dann am Saisonende direkt wieder in die Oberliga abzusteigen. Die Knaben des Vereins schafften den Aufstieg in die Oberliga (Stand 2017).
Aktuell (2020) spielen die Herren, Herren 30, Damen, Damen 30 und Damen 40 des KKHT in der 1. Verbandsliga des Tennisverbandes Mittelrhein (TVM). Mit insgesamt 26 Mannschaften (Herren, Damen, Jugend, Senioren) ist der Club in der Breite stark vertreten. Für das Training der Mannschaften ist die Tennisschule „Professional Tennis Teaching“ (Inhaber Nils Brecht und Klaus Paleit) verantwortlich. Mit 20 Aschenplätzen und einer Übungswand mit Parabolkrümmung verfügt der Klub über die größte Tennis-Außenanlage in Köln. Im Oktober 2014 wurde die neugebaute Tennishalle fertiggestellt, die Mitgliedern (und Nicht-Mitgliedern) drei Tennisplätze mit Teppichbelag zur Verfügung stellt.

## Lacrosse
Seit März 2006 erweiterte der KKHT Schwarz-Weiß sein Sportangebot mit Lacrosse. Die Mitgliederversammlung beschloss die erforderliche Satzungsänderung zur Aufnahme der Lacrossespieler einstimmig. Lacrosse ist eine Randsportart in Deutschland und wird vor allem an deutschen Hochschulen und in Großstädten praktiziert. Im Vereinsleben haben sich deutschlandweit fast alle Lacrossesparten in bestehende Strukturen von hauptsächlich Hockeyvereinen integriert (bspw. HLC Rot-Weiß München, Harvestehuder THC Hamburg, …), vor allem auch aufgrund der parallelen im Sport und der Sportanlagen. Die Cologne-Indians sind Mitglied im DLaxV (Deutscher Lacrosse Verband). Im Jahr 2016 wurde auf der Mitgliederversammlung die Sparte Lacrosse als gleichberechtigt mit allen Rechten und Pflichten der Vereinssatzung, in den Verein aufgenommen. Zu diesem Zeitpunkt gibt es zwei Herrenmannschaften, eine männliche Jugend, zwei Damenmannschaften in Spielgemeinschaft mit Bonn Lacrosse und eine weibliche Jugendmannschaft. Die erste Herrenmannschaft der KKHT Schwarz-Weiß Cologne Indians Lacrosse spielen in der 1. Bundesliga West und qualifizierten sich in den Jahren 2014–2017 für die Endrunde der deutschen Meisterschaft. 2014 beendete das Team auf Platz 2 und 2015 auf Platz 4. 2016 belegte die Mannschaft den dritten Platz. 2017 konnte die erste Mannschaft erstmals die deutsche Meisterschaft gewinnen. Die zweite Mannschaft der Herren spielt in der 2. Bundesliga West und gewann in den Jahren 2014 und 2015 diese, stieg jedoch nicht auf. Die 1. Damenmannschaft spielt in der 1. Bundesliga West, in der sie 2016 und 2017 den vierten Platz belegte, die 2. Damenmannschaft spielt in der 2. Bundesliga West.